# Microdesmus aethiopicus
Microdesmus aethiopicus is een straalvinnige vissensoort uit de familie van wormvissen (Microdesmidae). De wetenschappelijke naam van de soort is voor het eerst geldig gepubliceerd in 1927 door Chabanaud.